# Fussballclub Thalwil 2021-2022
Questa voce raccoglie le informazioni riguardanti il Fussballclub Thalwil nelle competizioni ufficiali della stagione 2021-2022.

## Stagione
Nella stagione 2021-2022 il Thalwil, allenato da Diaz Alcaide, concluse il campionato di Prima Lega al 13º posto.

## Rosa
| N. |                               | Ruolo | Calciatore                |
| -- | ----------------------------- | ----- | ------------------------- |
| 1  | Svizzera (bandiera)           | P     | David Da Costa            |
| 3  | Svizzera (bandiera)           | D     | Brian Staubli             |
| 4  | Svizzera (bandiera)           | D     | Timo Todzi                |
| 5  | Svizzera (bandiera)           | D     | Salim Benziar             |
| 6  | Svizzera (bandiera)           | D     | Fabio Schmid              |
| 9  | Svizzera (bandiera)           | C     | Adhurim Gashi             |
| 11 | Slovenia (bandiera)           | D     | Aljaz Kavčič              |
| 12 | Macedonia del Nord (bandiera) | D     | Taulant Junuzi            |
| 13 | Svizzera (bandiera)           | C     | Argjend Gashi             |
| 14 | Svizzera (bandiera)           | A     | Tim Cerjak                |
| 15 | Spagna (bandiera)             | D     | Jaime Tenorio             |
| 16 | Svizzera (bandiera)           | D     | Nico Del Pilato           |
| 18 | Italia (bandiera)             | A     | Mirco Coduti              |
| 18 | Svizzera (bandiera)           | A     | Lukas Espinosa de la Cruz |
| 19 | Yemen (bandiera)              | C     | Giab Al Abbadie           |
| 20 | Svizzera (bandiera)           | A     | Alessio D'Angelo          |
| 31 | Svizzera (bandiera)           | P     | Noel Baumann              |
| 31 | Svizzera (bandiera)           | P     | Rosario Filippone         |
| 31 | Svizzera (bandiera)           | P     | Riccardo Hertli           |
|    | Svizzera (bandiera)           | D     | Dardan Ajeti              |
|    | RD del Congo (bandiera)       | D     | Maduka Bambana            |

| N. |                      | Ruolo | Calciatore        |
| -- | -------------------- | ----- | ----------------- |
|    | Svizzera (bandiera)  | D     | Luka Luburić      |
|    | Svizzera (bandiera)  | D     | Tim Neziri        |
|    | Svizzera (bandiera)  | D     | Michele Pepe      |
|    | Svizzera (bandiera)  | D     | Gérard Sigg       |
|    | Svizzera (bandiera)  | C     | Roberto Dominguez |
|    | Svizzera (bandiera)  | C     | Mauro Gallani     |
|    | Brasile (bandiera)   | C     | Giovanni La Rocca |
|    | Kosovo (bandiera)    | C     | Besart Islamaj    |
|    | Tunisia (bandiera)   | C     | Al Baraa Ltaief   |
|    | Svizzera (bandiera)  | C     | Etienne Manca     |
|    | Svizzera (bandiera)  | C     | Edis Memić        |
|    | Angola (bandiera)    | C     | André Mutumbua    |
|    | Svizzera (bandiera)  | C     | Erblin Vitija     |
|    | Svizzera (bandiera)  | A     | Blerton Avdyli    |
|    | Svizzera (bandiera)  | A     | Noah Boakye       |
|    | Svizzera (bandiera)  | A     | Fabio Eid         |
|    | Argentina (bandiera) | A     | Lautaro Gonzalez  |
|    | Svizzera (bandiera)  | A     | Nikola Marjanović |
|    | Svizzera (bandiera)  | A     | Nico Schilcher    |
|    | Serbia (bandiera)    | A     | Ilir Zenuni       |

## Organigramma societario
Area tecnica
- Allenatore: Diaz Alcaide
- Allenatore in seconda:
- Preparatore dei portieri:
- Preparatori atletici:

## Calciomercato

### Sessione estiva
| Acquisti | Acquisti                  | Acquisti            | Acquisti |
| R.       | Nome                      | da                  | Modalità |
| -------- | ------------------------- | ------------------- | -------- |
| D        | Tim Neziri                | YF Juventus         |          |
| A        | Fabio Eid                 | Red Star Zurigo     |          |
| P        | David Da Costa            | Sciaffusa           |          |
| C        | Giovanni La Rocca         | YF Juventus         |          |
| C        | Lewis Tavares             | Zugo                |          |
| D        | Michele Pepe              | Dietikon            |          |
| C        | Roberto Dominguez         | Rapperswil-Jona II  |          |
| D        | Dardan Ajeti              | Rapperswil-Jona II  |          |
| A        | Blerton Avdyli            | Lachen/Altendorf    |          |
| A        | Lukas Espinosa de la Cruz | Einsiedeln          |          |
| P        | Rosario Filippone         | Blue Stars Zurigo   |          |
| C        | Mauro Gallani             | Brüttisellen        |          |
| C        | Edis Memić                | Red Star Zurigo     |          |
| A        | Noah Boakye               | Aarau               |          |
| C        | Besart Islamaj            | Liria               |          |
| A        | Nikola Marjanović         | Wettswil-Bonstetten |          |
| D        | Timo Todzi                | Wettswil-Bonstetten |          |

| Cessioni | Cessioni        | Cessioni        | Cessioni |
| R.       | Nome            | a               | Modalità |
| -------- | --------------- | --------------- | -------- |
| P        | Shqiptar Hamdiu | Windisch        |          |
| C        | Fabio Janett    | YF Juventus     |          |
| D        | Luca Ardito     | Red Star Zurigo |          |
| C        | Dein Barreiro   | Tuggen          |          |
| D        | Fuat Sulimani   | Zugo            |          |

### Sessione invernale
| Acquisti | Acquisti | Acquisti | Acquisti |
| R.       | Nome     | da       | Modalità |
| -------- | -------- | -------- | -------- |

| Cessioni | Cessioni       | Cessioni      | Cessioni |
| R.       | Nome           | a             | Modalità |
| -------- | -------------- | ------------- | -------- |
| P        | Ivan Fernandez | Kosova Zurigo |          |

## Risultati

### Prima Lega

#### andata
| Thalwil 21 agosto 2021, ore 17:30 CEST 1ª giornata                                                   | Thalwil   | 1 – 6 referto                                          | Winterthur II | Sportanlage Brand (160 spett.) |
| \| \| \| \| \| Benziar 45’ \| Marcatori \| 17’ Nucci 28’, 67’ Volkart 37’, 43’ Hasani 79’ Lavrnja \| |           |                                                        |               |                                |
| |           |                                                        |               |                                |
| Benziar 45’                                                                                          | Marcatori | 17’ Nucci 28’, 67’ Volkart 37’, 43’ Hasani 79’ Lavrnja |               |                                |

| Uzwil 28 agosto 2021, ore 17:00 CEST 2ª giornata                 | Uzwil     | 1 – 2 referto     | Thalwil | Sportanlage Rüti (145 spett.) |
| \| \| \| \| \| Hajrović 72’ \| Marcatori \| 12’ Eid 79’ Rocca \| |           |                   |         |                               |
|                                                                  |           |                   |         |                               |
| Hajrović 72’                                                     | Marcatori | 12’ Eid 79’ Rocca |         |                               |

| Thalwil 15 settembre 2021, ore 20:00 CEST 3ª giornata                  | Thalwil   | 1 – 3 referto              | Balzers | Sportanlage Brand (125 spett.) |
| \| \| \| \| \| Boakye 3’ \| Marcatori \| 34’, 38’ Domuzeti 88’ Amzi \| |           |                            |         |                                |
|                                                                        |           |                            |         |                                |
| Boakye 3’                                                              | Marcatori | 34’, 38’ Domuzeti 88’ Amzi |         |                                |

| Tuggen 11 settembre 2021, ore 16:00 CEST 4ª giornata     | Tuggen    | 2 – 0 referto | Thalwil | Sportplatz Linthstrasse (250 spett.) |
| \| \| \| \| \| Herlea 55’ Bärtsch 71’ \| Marcatori \| \| |           |               |         |                                      |
|                                                          |           |               |         |                                      |
| Herlea 55’ Bärtsch 71’                                   | Marcatori |               |         |                                      |

| Arbitro: | Jaussi |

|                            |           |                              |
| Rocca 13’, 59’ Islamaj 41’ | Marcatori | 32’ Ismaili 90’ (aut.) Ajeti |

| Eschen 25 settembre 2021, ore 16:00 CEST 6ª giornata                                | Eschen/Mauren | 1 – 3 referto                          | Thalwil | Sportpark Eschen (240 spett.) |
| \| \| \| \| \| Göppel 39’ \| Marcatori \| 66’ Rocca 78’ Gashi 90’ (rig.) Tavares \| |               |                                        |         |                               |
|                                                                                     |               |                                        |         |                               |
| Göppel 39’                                                                          | Marcatori     | 66’ Rocca 78’ Gashi 90’ (rig.) Tavares |         |                               |

| Thalwil 2 ottobre 2021, ore 17:30 CEST 7ª giornata                                       | Thalwil   | 4 – 1 referto | Lugano II | Sportanlage Brand (110 spett.) |
| \| \| \| \| \| Gashi 20’, 90’ (rig.) Avdyli 60’ Rocca 71’ \| Marcatori \| 25’ Benzano \| |           |               |           |                                |
|                                                                                          |           |               |           |                                |
| Gashi 20’, 90’ (rig.) Avdyli 60’ Rocca 71’                                               | Marcatori | 25’ Benzano   |           |                                |

| Thalwil 16 ottobre 2021, ore 17:30 CEST 8ª giornata                                  | Thalwil   | 3 – 2 referto            | Gossau | Sportanlage Brand |
| \| \| \| \| \| Rocca 36’, 90’ Avdyli 55’ \| Marcatori \| 66’ Stacher 67’ Abegglen \| |           |                          |        |                   |
|                                                                                      |           |                          |        |                   |
| Rocca 36’, 90’ Avdyli 55’                                                            | Marcatori | 66’ Stacher 67’ Abegglen |        |                   |

| Baden 23 ottobre 2021, ore 16:00 CEST 9ª giornata                                          | Baden     | 4 – 1 referto | Thalwil | Stadion Esp |
| \| \| \| \| \| Teichmann 18’ (rig.), 20’ Schär 23’ Capone 77’ \| Marcatori \| 90’ Rocca \| |           |               |         |             |
|                                                                                            |           |               |         |             |
| Teichmann 18’ (rig.), 20’ Schär 23’ Capone 77’                                             | Marcatori | 90’ Rocca     |         |             |

| Thalwil 30 ottobre 2021, ore 16:00 CEST 10ª giornata  | Thalwil   | 0 – 2 referto       | Wettswil-Bonstetten | Sportanlage Brand (160 spett.) |
| \| \| \| \| \| \| Marcatori \| 8’, 85’ Jakovljevic \| |           |                     |                     |                                |
|                                                       |           |                     |                     |                                |
|                                                       | Marcatori | 8’, 85’ Jakovljevic |                     |                                |

| Collina d'Oro 6 novembre 2021, ore 17:30 CET 11ª giornata                     | Paradiso  | 3 – 1 referto | Thalwil | Campo Pian Scairolo (300 spett.) |
| \| \| \| \| \| Kabamba 5’ Becchio 41’ Ćalić 87’ \| Marcatori \| 10’ Avdyli \| |           |               |         |                                  |
|                                                                               |           |               |         |                                  |
| Kabamba 5’ Becchio 41’ Ćalić 87’                                              | Marcatori | 10’ Avdyli    |         |                                  |

| Arbitro: | Duc |

|                         |           |            |
| Islamaj 14’ Benziar 81’ | Marcatori | 45’ Sabino |

| San Gallo 20 novembre 2021, ore 16:00 CET 13ª giornata | San Gallo II | 1 – 1 referto | Thalwil | Stadio Espenmoos (150 spett.) |
| \| \| \| \| \| Cavegn 54’ \| Marcatori \| 90’ Rocca \| |              |               |         |                               |
|                                                        |              |               |         |                               |
| Cavegn 54’                                             | Marcatori    | 90’ Rocca     |         |                               |

| Winterthur 2 marzo 2022, ore 20:00 CET 14ª giornata                                      | Winterthur II | 6 – 0 referto | Thalwil | Stadion Schützenwiese |
| \| \| \| \| \| Nucci 38’, 67’ Vogt 42’ Zinnà 53’ Nay 60’ Barletta 79’ \| Marcatori \| \| |               |               |         |                       |
|                                                                                          |               |               |         |                       |
| Nucci 38’, 67’ Vogt 42’ Zinnà 53’ Nay 60’ Barletta 79’                                   | Marcatori     |               |         |                       |

| Thalwil 5 marzo 2022, ore 16:00 CET 15ª giornata                   | Thalwil   | 0 – 3 referto                    | Uzwil | Sportanlage Brand |
| \| \| \| \| \| \| Marcatori \| 8’ Moser 90’ Re 90’ Lanzendorfer \| |           |                                  |       |                   |
|                                                                    |           |                                  |       |                   |
|                                                                    | Marcatori | 8’ Moser 90’ Re 90’ Lanzendorfer |       |                   |

#### ritorno
| Balzers 12 marzo 2022, ore 16:00 CET 16ª giornata               | Balzers   | 1 – 2 referto       | Thalwil | Sportplatz Rheinau |
| \| \| \| \| \| Nater 82’ \| Marcatori \| 20’ Rocca 90’ Memić \| |           |                     |         |                    |
|                                                                 |           |                     |         |                    |
| Nater 82’                                                       | Marcatori | 20’ Rocca 90’ Memić |         |                    |

| Thalwil 20 marzo 2022, ore 14:30 CET 17ª giornata                      | Thalwil   | 1 – 3 referto              | Tuggen | Sportanlage Brand |
| \| \| \| \| \| Rocca 39’ \| Marcatori \| 5’, 57’ Jakupov 85’ Catari \| |           |                            |        |                   |
|                                                                        |           |                            |        |                   |
| Rocca 39’                                                              | Marcatori | 5’, 57’ Jakupov 85’ Catari |        |                   |

| Näfels 6 aprile 2022, ore 20:00 CEST 18ª giornata                                 | Linth 04  | 4 – 0 referto | Thalwil | Linth-Arena |
| \| \| \| \| \| Šabanović 1’ Pereira 36’ Rastoder 66’ Kubli 90’ \| Marcatori \| \| |           |               |         |             |
|                                                                                   |           |               |         |             |
| Šabanović 1’ Pereira 36’ Rastoder 66’ Kubli 90’                                   | Marcatori |               |         |             |

| Thalwil 20 aprile 2022, ore 20:00 CEST 19ª giornata | Thalwil   | 1 – 1 referto | Eschen/Mauren | Sportanlage Brand |
| \| \| \| \| \| Eid 45’ \| Marcatori \| 60’ Gaye \|  |           |               |               |                   |
|                                                     |           |               |               |                   |
| Eid 45’                                             | Marcatori | 60’ Gaye      |               |                   |

| Torricella-Taverne 9 aprile 2022, ore 16:30 CEST 20ª giornata           | Lugano II | 3 – 1 referto | Thalwil | Campo comunale Taverne |
| \| \| \| \| \| Muci 68’, 90’ Angstmann 71’ \| Marcatori \| 51’ Rocca \| |           |               |         |                        |
|                                                                         |           |               |         |                        |
| Muci 68’, 90’ Angstmann 71’                                             | Marcatori | 51’ Rocca     |         |                        |

| Gossau 23 aprile 2022, ore 16:00 CEST 21ª giornata | Gossau    | 1 – 0 referto | Thalwil | Sportanlage Buechenwald |
| \| \| \| \| \| Lehmann 59’ \| Marcatori \| \|      |           |               |         |                         |
|                                                    |           |               |         |                         |
| Lehmann 59’                                        | Marcatori |               |         |                         |

| Thalwil 30 aprile 2022, ore 17:30 CEST 22ª giornata                                  | Thalwil   | 0 – 4 referto                                      | Baden | Sportanlage Brand |
| \| \| \| \| \| \| Marcatori \| 31’ Laski 35’ Herger 39’ Teichmann 73’ Jakovljević \| |           |                                                    |       |                   |
|                                                                                      |           |                                                    |       |                   |
|                                                                                      | Marcatori | 31’ Laski 35’ Herger 39’ Teichmann 73’ Jakovljević |       |                   |

| Wettswil 7 maggio 2022, ore 16:00 CEST 23ª giornata           | Wettswil-Bonstetten | 3 – 0 referto | Thalwil | Sportplatz Moos |
| \| \| \| \| \| Grujičić 55’ Mesto 69’, 85’ \| Marcatori \| \| |                     |               |         |                 |
|                                                               |                     |               |         |                 |
| Grujičić 55’ Mesto 69’, 85’                                   | Marcatori           |               |         |                 |

| Thalwil 14 maggio 2022, ore 16:00 CEST 24ª giornata                               | Thalwil   | 1 – 3 referto                         | Paradiso | Sportanlage Brand |
| \| \| \| \| \| Gashi 15’ \| Marcatori \| 9’ Russo 65’ (rig.) Becchio 84’ Ćalić \| |           |                                       |          |                   |
|                                                                                   |           |                                       |          |                   |
| Gashi 15’                                                                         | Marcatori | 9’ Russo 65’ (rig.) Becchio 84’ Ćalić |          |                   |

| Freienbach 21 maggio 2022, ore 16:00 CEST 25ª giornata                                       | Freienbach | 3 – 2 referto          | Thalwil | Sportanlage Chrummen |
| \| \| \| \| \| Sabino 48’ Radović 56’ D'Acunto 59’ \| Marcatori \| 35’ D'Angelo 45’ Gashi \| |            |                        |         |                      |
|                                                                                              |            |                        |         |                      |
| Sabino 48’ Radović 56’ D'Acunto 59’                                                          | Marcatori  | 35’ D'Angelo 45’ Gashi |         |                      |

| Thalwil 28 maggio 2022, ore 16:00 CEST 26ª giornata                                   | Thalwil   | 0 – 6 referto                                       | San Gallo II | Sportanlage Brand |
| \| \| \| \| \| \| Marcatori \| 26’ Cicek 48’ Bytyqi 57’, 69’, 88’ Cavegn 90’ Rissi \| |           |                                                     |              |                   |
|                                                                                       |           |                                                     |              |                   |
|                                                                                       | Marcatori | 26’ Cicek 48’ Bytyqi 57’, 69’, 88’ Cavegn 90’ Rissi |              |                   |

## Statistiche

### Statistiche di squadra
| Competizione | Punti | In casa | In casa | In casa | In casa | In casa | In casa | In trasferta | In trasferta | In trasferta | In trasferta | In trasferta | In trasferta | Totale | Totale | Totale | Totale | Totale | Totale | DR  |
| Competizione | Punti | G       | V       | N       | P       | Gf      | Gs      | G            | V            | N            | P            | Gf           | Gs           | G      | V      | N      | P      | Gf     | Gs     | DR  |
| ------------ | ----- | ------- | ------- | ------- | ------- | ------- | ------- | ------------ | ------------ | ------------ | ------------ | ------------ | ------------ | ------ | ------ | ------ | ------ | ------ | ------ | --- |
| Prima Lega   | 23    | 13      | 4       | 1       | 8       | 17      | 37      | 13           | 3            | 1            | 9            | 13           | 33           | 26     | 7      | 2      | 17     | 30     | 70     | -40 |
| Totale       | 23    | 13      | 4       | 1       | 8       | 17      | 37      | 13           | 3            | 1            | 9            | 13           | 33           | 26     | 7      | 2      | 17     | 30     | 70     | -40 |

### Andamento in campionato
| Giornata  | 1  | 2 | 3  | 4  | 5 | 6 | 7 | 8 | 9 | 10 | 11 | 12 | 13 | 14 | 15 | 16 | 17 | 18 | 19 | 20 | 21 | 22 | 23 | 24 | 25 | 26 |
| --------- | -- | - | -- | -- | - | - | - | - | - | -- | -- | -- | -- | -- | -- | -- | -- | -- | -- | -- | -- | -- | -- | -- | -- | -- |
| Luogo     | C  | T | C  | T  | C | T | C | C | T | C  | T  | C  | T  | T  | C  | T  | C  | T  | C  | T  | T  | C  | T  | C  | T  | C  |
| Risultato | P  | V | P  | P  | V | V | V | V | P | P  | P  | V  | N  | P  | P  | V  | P  | P  | N  | P  | P  | P  | P  | P  | P  | P  |
| Posizione | 14 | 9 | 10 | 11 | 9 | 9 | 8 | 6 | 8 | 9  | 10 | 7  | 7  | 8  | 9  | 9  | 10 | 10 | 11 | 11 | 11 | 11 | 11 | 11 | 13 | 13 |

Legenda:

Luogo: C = Casa; T = Trasferta. Risultato: V = Vittoria; N = Pareggio; P = Sconfitta.